# 245

## Události
- Decius byl římským císařem pověřen velením u Dunaje
- Trieu Thi Trinh, vietnamská bojovnice, začala svůj odboj proti Číně, která v té době okupovala Vietnam.

## Narození
- 22. prosince – Diocletianus, římský císař

## Hlavy států
- Papež – Fabián (236–250)
- Římská říše – Philippus Arabs (244–249) + Philippus II., spoluvladař (244–249)
- Perská říše – Šápúr I. (240/241–271/272)
- Kušánská říše – Kaniška II. (230–247)
- Japonsko (region Jamataikoku) – královna Himiko (175–248)

Indie:
- Guptovská říše – Maharádža Šrí Gupta (240–280)